# Bunocephalus coracoideus
Bunocephalus coracoideus е вид лъчеперка от семейство Aspredinidae. Видът не е застрашен от изчезване.

## Разпространение
Разпространен е в Боливия, Бразилия и Перу.

## Описание
На дължина достигат до 11 cm.
Популацията на вида е стабилна.